# Vandrimare
Vandrimare ist eine französische Gemeinde mit 966 Einwohnern (Stand: 1. Januar 2022) im Département Eure in der Region Normandie. Sie gehört zum Arrondissement Les Andelys und zum Kanton Romilly-sur-Andelle.

## Geographie
Vandrimare liegt etwa 19 Kilometer ostsüdöstlich von Rouen. Umgeben wird Vandrimare von den Nachbargemeinden Perriers-sur-Andelle im Norden, Charleval im Osten, Fleury-sur-Andelle im Süden, Radepont im Südwesten sowie Renneville im Westen und Nordwesten.
An der westlichen Gemeindegrenze führt die frühere Route nationale 14 (D6014) entlang.

## Bevölkerungsentwicklung
| Jahr                       | 1962 | 1968 | 1975 | 1982 | 1990 | 1999 | 2006 | 2012 | 2019 |
| Einwohner                  | 438  | 427  | 516  | 660  | 773  | 864  | 995  | 1006 | 961  |
| Quellen: Cassini und INSEE |      |      |      |      |      |      |      |      |      |

## Sehenswürdigkeiten
- Kirche Notre-Dame
- Schloss Vandrimare, nach Zerstörung während der Religionskriege Anfang des 17. Jahrhunderts erneut errichtet

|  |  |